# Карла Антонелли
Карла Дельгадо Гомес (исп. Carla Delgado Gómez, род. 13 июля 1959, Гуимар, Канарские острова), более известная под своим сценическим псевдонимом Карла Антонелли (исп. Carla Antonelli) — испанская актриса, политик и ЛГБТ-активистка. Окончив консерваторию в Санта-Крус-де-Тенерифе и начав актёрскую карьеру, она впоследствии перешла в политику, была членом Ассамблеи Мадрида с 2011 по 2021 год. Первоначально являвшаяся членом Испанской социалистической рабочей партии (PSOE) до 2022 года, она занимала пост национального сенатора как независимый кандидат, связанный с партией Más Madrid. Известный активист трансгендерного сообщества, Антонелли является первым открытым трансгендером, избранным в Генеральные кортесы, а также первым открытым трансгендером, избранным в региональный законодательный орган в Испании. 

## Ранние годы
Антонелли родилась в Гуимаре на Канарских островах в 1959 году. Она изучала драму в Консерватории музыки и драматического искусства в Санта-Крус-де-Тенерифе, прежде чем покинуть свой родной город в 1977 году из-за трансфобии, которую она связывала с его сельским расположением. В том же году Антонелли начала свою активистскую деятельность, призвав отменить Закон об опасности и социальной реабилитации 1970 года, который был принят во времена франкистской диктатуры, криминализировал гомосексуальность и преследовал ЛГБТ-сообщество. Во время перехода к демократии после падения режима Франко Антонелли присоединилась к ИСРП, поскольку считала, что эта партия с наибольшей вероятностью будет уважать и продвигать права трансгендеров.

## Медиа-карьера
В 1980 году Антонелли приняла участие в съёмках первого в Испании документального фильма, посвящённого трансгендерному сообществу. Первоначально премьера планировалась на канале TVE2, но из-за государственной цензуры он не выходил в эфир до сентября 1982 года после неудавшейся попытки государственного переворота в Испании в 1981 году .
Как актриса Антонелли наиболее известна по роли Глории в медицинском драматическом сериале «Синдром Улисеса» (2007—2008). Это первый случай, когда актёр-трансгендер сыграл главную роль в испанском телесериале.

## Активизм
В 1997 году Антонелли начала активно сотрудничать с ИСРП, выступая в качестве координатора трансгендерной фракции её федеральной ЛГБТ-группы. Она внесла вклад в предвыборную программу ИСРП по вопросам однополых браков и законов о гендерной идентичности.
В 2004 году Испанская социалистическая рабочая партия победила на всеобщих выборах, выдвинув платформу, которая поддерживала однополые браки и признание гендера трансгендеров, однако принятие последнего законопроекта в Конгрессе депутатов было отложено. Антонелли пригрозила объявить голодовку, если Совет министров не примет закон. Закон был впоследствии одобрен и подписан 17 марта 2007 года Хосе Луисом Родригесом Сапатеро, премьер-министром Испании, и Хуаном Карлосом I, королём Испании. Впоследствии Антонелли стала первым человеком в Мадридском сообществе, законно сменившим пол.
В июле 2007 года Антонелли оставила работу в партии, чтобы сыграть главную роль в сериале «Синдром Улисеса». Впоследствии она выступала в качестве представителя Государственной федерации лесбиянок, геев, транссексуалов и бисексуалов и выступала с докладами о правах трансгендеров как в Испании, так и на международном уровне, в том числе в Венесуэле, Чили, Мексике, Кубе, Колумбии и Аргентине.
Антонелли выступает за легализацию секс-работы и отмечает большую долю трансгендерных людей, которые в ней участвуют.

## Политическая карьера
Будучи связанной с ИСРП с конца 1970-х годов, на региональных выборах 2011 года она была избрана депутатом в Ассамблею Мадрида, став первой открытой трансгендерной женщиной, избранной на парламентскую должность в Испании. После избрания в 2015 и 2019 годах она потеряла своё место на региональных выборах 2021 года, поскольку ИСРП получила только 24 места в Мадриде, а Антонелли заняла 35-е место в избирательном списке.
18 октября 2022 года Антонелли объявила, что покидает Испанскую социалистическую рабочую партию из-за разногласий относительно её отношения к представителям ЛГБТ. Антонелли объявила себя независимым кандидатом. 17 августа 2023 года она вступила в должность, став первой трансгендерной женщиной, занявшей пост в верхней палате испанского правительства.